# Samad (Aleppo)
Samad – wieś w Syrii, w muhafazie Aleppo. W 2004 roku liczyła 1705 mieszkańców.